# Ichtyose
Ichtyose is een huidaandoening waarbij op de huid verdroging en schubvorming optreedt. De afwijking is erfelijk en wordt veroorzaakt door een enkel defect gen. De naamgeving komt van het Griekse ἰχθύς (ichthús), dat 'vis' betekent. De schilfering is meestal het ernstigst op benen en armen, maar kan ook op de romp voorkomen. De huid ziet er geschubd uit, met kleine schilfertjes.